# Led, Ruda
Led (nemško Eis) je naselje v Občini Ruda v Okraju Velikovec na Koroškem v Avstriji.